# The Arizona Express
The Arizona Express er en amerikansk stumfilm fra 1924 af Thomas Buckingham.

## Medvirkende
- Pauline Starke som Katherine Keith
- Evelyn Brent som Lola Nichols
- Anne Cornwall som Florence Brown
- Harold Goodwin som David Keith
- David Butler som Steve Butler
- Francis McDonald som Victor Johnson
- Frank Beal som Ashton
- William Humphrey som Henry MacFarlane
- Otto Hoffman som Desk Clerk (uncredited)
- Bud Jamison